# Казахстан (Зерендинський район)
Казахста́н (каз. Қазақстан) — село у складі Зерендинського району Акмолинської області Казахстану. Входить до складу Аккольського сільського округу.
Населення — 148 осіб (2021; 214 у 2009, 245 у 1999, 238 у 1989).
Національний склад станом на 1989 рік:
- казахи — 100 %.